# Кікоть Павло Миколайович
Павло Миколайович Кікоть (укр. Павло Миколайович Кікоть; 27 вересня 1967 року, Київ, Українська РСР, СРСР) — український футболіст і тренер

## Біографія

### Ігрова кар'єра
Вихованець київської СДЮШОР «Восход» і «Динамо».
Кар'єру гравця почав у білоцерківському «Динамо», де грав до 1989 року. У 1990 році приєднався до клубу «Сула» (Лубни).
У 1991 році виїхав до Чехословаччини, виступав за клуби нижчих ліг — «Вишна Шабастова» і «Букоза».
Останнім клубом гравця стала «Словація Славія», з якої він піднявся з 3-ї ліги в 2-ю.
У 1995 році повернувся на Україну, де грав за київську «Оболонь».

### Тренерська кар'єра
У 1996—2000 грав у складі аматорського клубу «Дніпро» (Київ). Одночасно був граючим тренером команди.
У 2000—2002 — головний тренер ФК «Україна» (Обухів), який виступав у чемпіонаті Київської області.
У 2009—2010 роках працював тренером в ДЮФШ «Динамо» імені Валерія Лобановського. У 2014 році працював тренером у ДЮСШ «Скала» (Моршин).
З липня 2014 по вересень 2016 року був головним тренером «молодіжки» «Скали» (Стрий).
16 вересня 2016 року очолив клуб першої ліги «Суми". Перший матч команда під його керівництвом звела з чернігівською «Десною» внічию 0:0. У січні 2017 року покинув клуб.